# Целебесский ацеродон
Целебесский ацеродон (Acerodon celebensis) — вид млекопитающих из семейства крылановых отряда рукокрылых, распрострёненный главным образом на острове Сулавеси; эндемик Индонезии.

## Внешний вид и строение
Имеет средний размер; длина головы и туловища — от 190 до 225 мм, средний вес — 374 г, длина предплечий — от 130 до 145 мм. Задние лапы длиной от 37 до 44 мм, длина уха от 30 до 34 мм. Самцы отличаются от самок более крупным размером и наличием на шее оранжево-коричневого «ошейника», сильно пахнущего мускусом из-за ароматических желез на шее. Типичные признаки строения морды — чёрные ноздри, большие глаза с коричневой радужкой и широкие у основания и заострённые на концах уши. За исключением воротника, мех головы и верхней стороны тела светло-коричневого цвета с жёлтыми или золотистыми оттенками, а также более тёмные участки на спине и на горле, также имеющие серебристо-белые волоски. Мех на нижней стороне тела немного светлее. Целебесский ацеродон имеет слегка пушистый мех на нижней стороне тела и по краям узкой хвостовой перепонки. Темные голени лишены шерсти. Вид имеет чёрно-коричневые летательные перепонки и короткую шпору. Половые органы чёрные, обычно скрыты. Как и у всех представителей рода, зубная формула I 2/2, C 1/1, P 3/3, M 2/3, в зубном ряду 34 зуба. У самцов клыки немного крупнее, чем у самок.

## Распространение и места обитания
Помимо Сулавеси, вид встречается на Манголе на западе Молуккских островов и на других небольших островах региона. Обитает в низинах и горах на высоте до 1500 метров. Целебесский ацеродон живёт во влажных лесах и мангровых болотах, но посещает прилегающие окультуренные ландшафты.

## Образ жизни
Держатся небольшими группами или более крупными колониями на деревьях. Крупные скопления известны только в мангровых лесах, где место ночевки делят с бавеанской летучей лисицей (Pteropus alecto). Начинают искать пищу незадолго до наступления темноты. Питаются плодами, а иногда и нектаром различных растений и способствуют распространению семян. Типичные источники пищи включают Palaquium, фикус, дуриан, кокосовую пальму, виды рода гарциния, Duabanga moluccana, рамбутан, лангсат и Neonauclea excelsa. В зависимости от сезона происходят миграции в разные регионы ареала.
Самки, найденные в 1991 г., в ноябре были беременны. Роды, вероятно, происходят в феврале и марте. Наблюдения за подросшим молодняком проводятся с августа по декабрь.

## Угрозы для вида
Люди охотятся на целебесского ацеродона ради мяса, а также убивают, приняв за вредителей. Превращение лесов в пахотные земли или фермы по разведению креветок также имеет негативное воздействие. МСОП предполагает сокращение общей численности популяции чуть более чем на 30 процентов за 14 лет до 2013 года и относит целебесского ацеродона к находящейся под угрозой исчезновения. Если угрозы не уменьшатся, его можно будет считать находящимся под угрозой исчезновения при следующей инвентаризации.